# AdBlock
AdBlock es una extensión de navegador para filtrado de contenido y bloqueo de publicidad para los navegadores Google Chrome, Safari, Firefox, Opera y Microsoft Edge. AdBlock permite a los usuarios evitar que se muestren elementos de la página, como anuncios publicitarios. Es gratis para descargar y usar, e incluye donaciones opcionales para los desarrolladores. La extensión AdBlock se creó el 8 de diciembre de 2009, que es el día en que se agregó soporte para extensiones a Google Chrome.
Los esfuerzos de AdBlock no estaban relacionados con Adblock Plus. El desarrollador de AdBlock, Michael Gundlach, afirmó haber estado inspirado en la extensión Adblock Plus para Firefox, que a su vez se basa en el Adblock original que dejó de desarrollarse en 2004.
Desde 2016 AdBlock se basa en el código fuente de Adblock Plus.
En julio de 2018, AdBlock adquirió uBlock, un bloqueador de anuncios comercial propiedad de uBlock LLC y basado en uBlock Origin.
En abril de 2021, eyeo GmbH (desarrollador de Adblock Plus) anunció la compra de AdBlock, Inc (anteriormente BetaFish, Inc).

## Filtros
AdBlock utiliza la misma sintaxis de filtro que Adblock Plus y es compatible de forma nativa con las suscripciones de filtro de Adblock Plus. Las suscripciones a filtros se pueden añadir desde una lista de recomendaciones en la pestaña "Listas de filtros" de la página de opciones de AdBlock o haciendo clic en un enlace de suscripción automática de Adblock Plus.

## Anuncios aceptables
Cabe recordar que al bloquear anuncios se están bloqueando también las líneas de financiamiento de los sitios web que utilizan estos anuncios invasivos, lo que en algún momento puede llevar a su cierre. Por eso, AdBlock junto con Adblock Plus proponen y promueven que los sitios web se financien con anuncios aceptables que no sean intrusivos, con la intención de lograr que la navegación por Internet sea más agradable, sin generar pérdidas económicas para los sitios.